# Pontania proxima
Pontania proxima är en stekelart som först beskrevs av Audinet-serville 1823.  Pontania proxima ingår i släktet Pontania, och familjen bladsteklar. Arten är reproducerande i Sverige.

## Bildgalleri

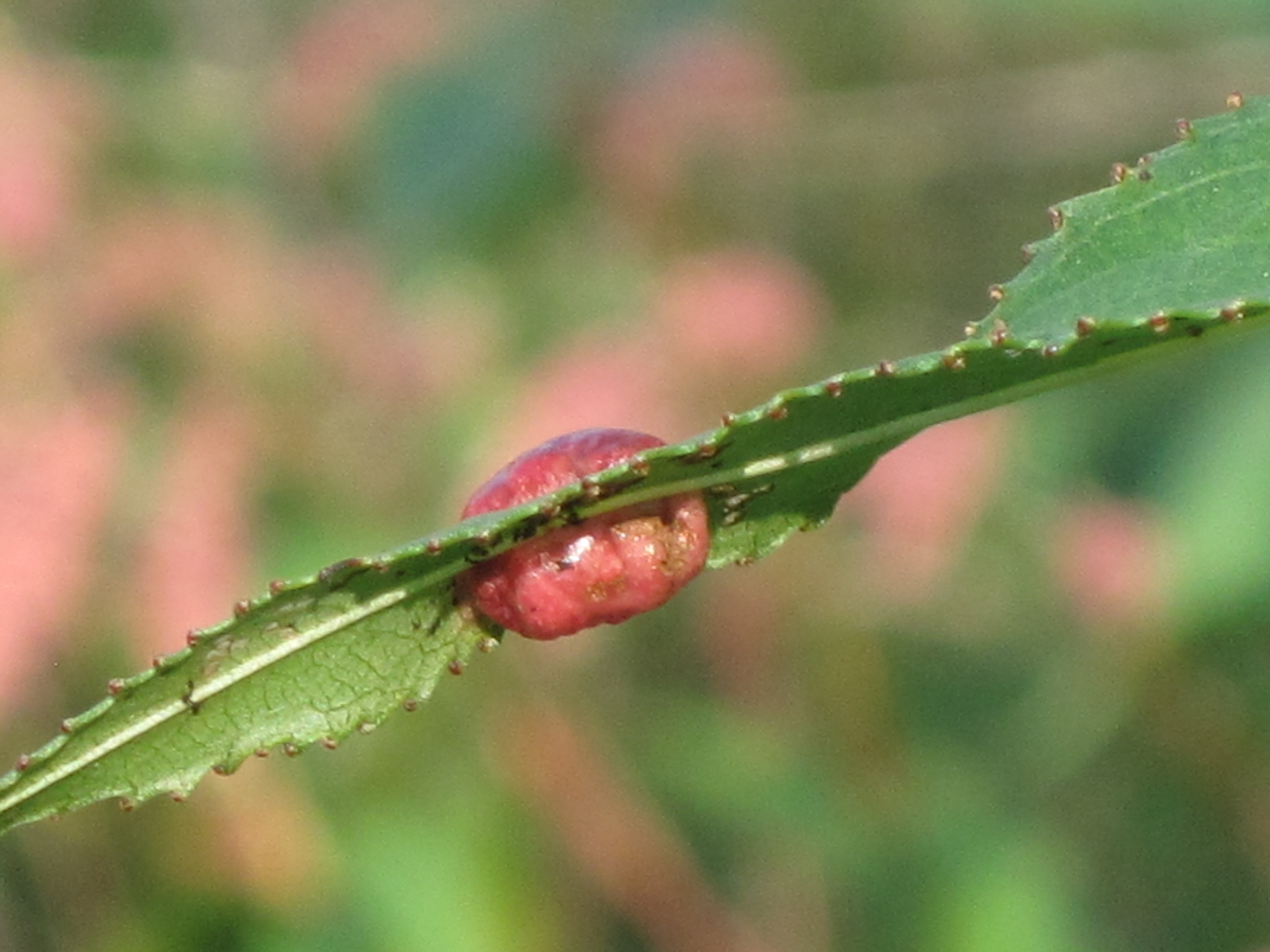
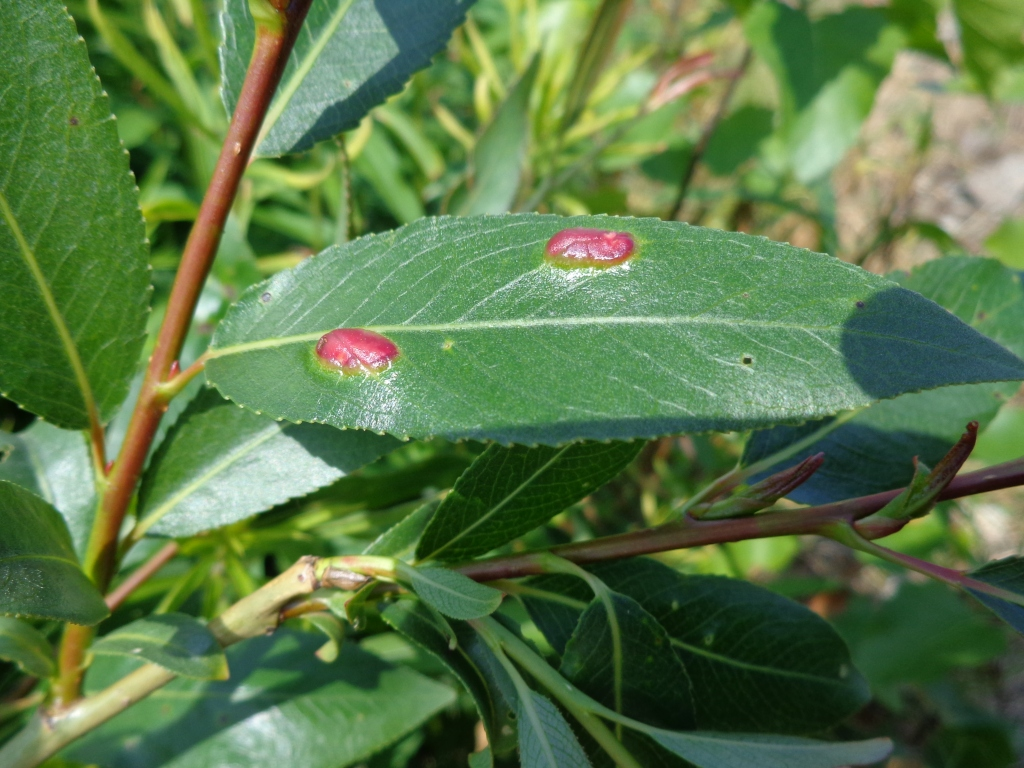
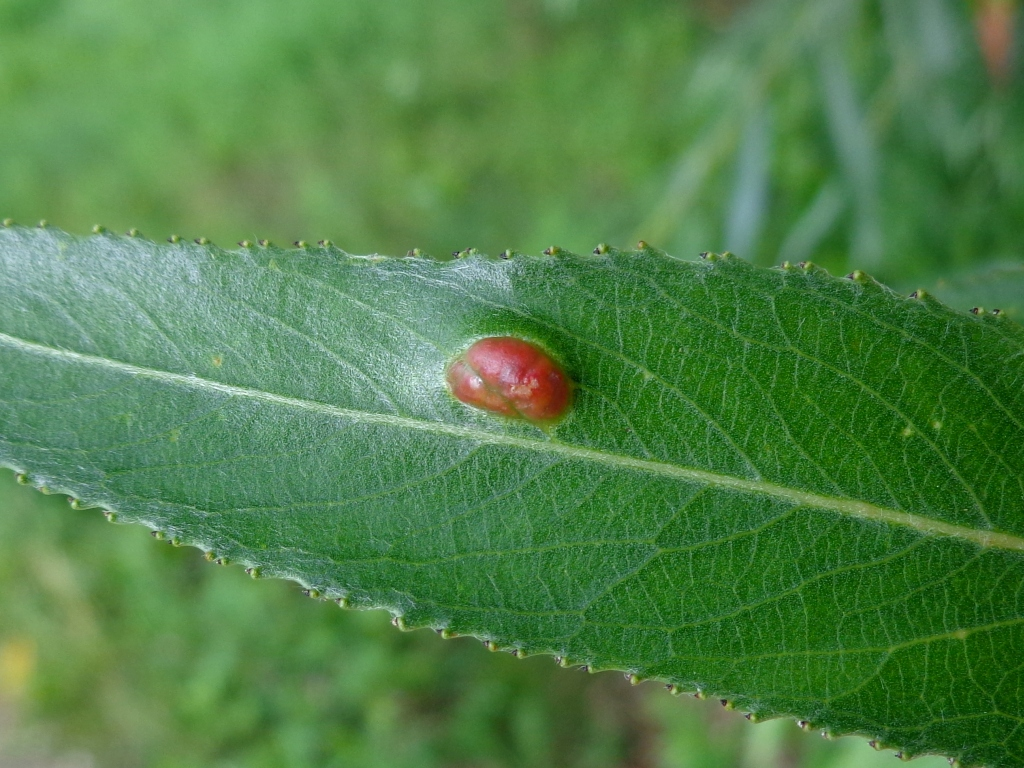
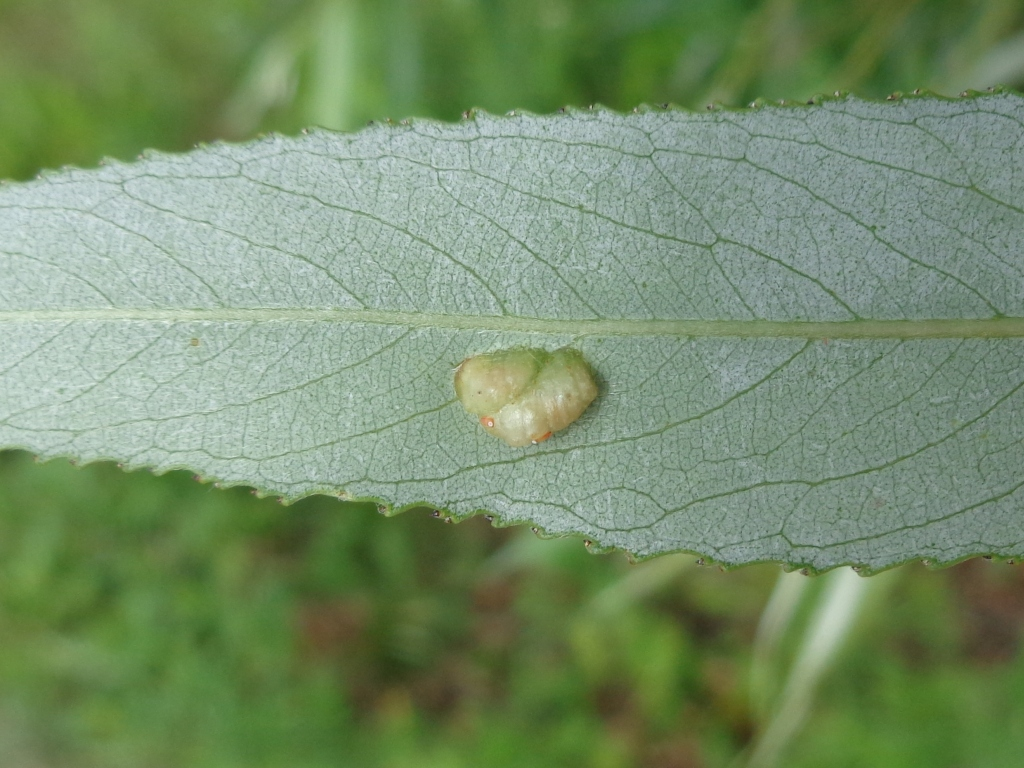